# Scopula dorsinigrata
Scopula dorsinigrata là một loài bướm đêm trong họ Geometridae.